# Mascaraàs-Haron
 Mascaraàs-Haron  es una población y comuna francesa, en la región de Aquitania, departamento de Pirineos Atlánticos, en el distrito de Pau y cantón de Garlin.

## Demografía
| 174 | 163 | 149 | 156 | 150 | 128 |
| Para los censos de 1962 a 1999 la población legal corresponde a la población sin duplicidades (Fuente: INSEE [Consultar]) |     |     |     |     |     |